# Presa del Mocuzari
Presa del Mocuzari är en dammbyggnad i Mexiko.   Den ligger i kommunen Álamos och delstaten Sonora, i den nordvästra delen av landet, 1 300 km nordväst om huvudstaden Mexico City. Presa del Mocuzari ligger 131 meter över havet.
Terrängen runt Presa del Mocuzari är kuperad åt nordost, men åt sydväst är den platt. Runt Presa del Mocuzari är det mycket glesbefolkat, med 7 invånare per kvadratkilometer. Närmaste större samhälle är El Mocúzarit, 1,4 km sydost om Presa del Mocuzari. I omgivningarna runt Presa del Mocuzari växer huvudsakligen savannskog.